# Le Petit Parisien
Pour les articles homonymes, voir Le Parisien (homonymie).
Le Petit Parisien est un journal quotidien français publié du 15 octobre 1876 au 17 août 1944 et qui fut l'un des principaux journaux sous la Troisième République. Il est l'un des quatre plus grands quotidiens français à la veille de la Première Guerre mondiale, avec Le Petit Journal, Le Matin, et Le Journal.
Le Petit Parisien est fondé par Louis Andrieux, député radical et procureur de la République, le 15 octobre 1876 avec Jules Roche, un ancien confrère d'Andrieu au barreau, comme rédacteur en chef. Le Petit Parisien à ses débuts est plutôt de tendance anticléricale et radicale (gauche). Il devient assez rapidement populaire. En 1884, Jean Dupuy en devient le propriétaire. Dès lors pendant plusieurs décennies, la famille Dupuy joue, à travers Le Petit Parisien, un rôle politique important en France.
Le journal, sous son impulsion et avec un positionnement politique plus modéré, atteint une très grande diffusion avec un million d'exemplaires vendus à travers la France dès 1900, puis plus de deux millions à la fin de la Première Guerre mondiale, alors le tirage le plus élevé au monde. Durant l'entre-deux-guerres, il se positionne nettement à droite et connaît de nouveaux concurrents, les quotidiens du soir. En août 1944, le journal, qui avait été transformé pendant l'Occupation par le gouvernement militaire allemand en organe de propagande, est alors supprimé et le Parisien libéré le remplace dans les kiosques.
Par son histoire, Le Petit Parisien illustre la réalité de la puissance politique de la presse en France sous la Troisième République.

## Historique

### 1876-1918: de la naissance à l'apogée d'un journal

#### Les années 1876-1885: la naissance d'un journal sous laIIIeRépublique
Le Petit Parisien est fondé par Louis Andrieux le 15 octobre 1876, et Jules Roche en devient le rédacteur en chef, pour concurrencer le quotidien monarchiste Le Soleil, créé quelques mois auparavant[réf. nécessaire][Lequel ?], et surtout, considéré comme une copie du Petit Journal.
Quatre sénateurs, tous radicaux et anticléricaux, parmi lesquels Edmond Adam (dont l'épouse Juliette laissera d'intéressants mémoires), forment le conseil de direction politique. Le journal se présente comme un « journal politique du soir ». Il change plusieurs fois de propriétaires en 1877 : il est cédé une première fois à Eugène Schnerb le 22 février 1877, puis à Hector Pessard en juin et enfin acquis par Paul Dalloz en août. Jean Dupuy, un provincial d'origine paysanne, parti de rien, qui a fait fortune et plus tard est devenu sénateur, et Lucien Claude Lafontaine avancent des fonds au Petit Parisien. Le 18 janvier 1878, Émile Cornuault, ingénieur civil et connaissance de Jean Dupuy, fonde la première société du Petit Parisien : La Société anonyme du journal Le Petit Parisien. Un de ses actionnaires les plus importants est Léon Audbourg, un ingénieur civil également. Jean Dupuy devient le principal commanditaire secret du Petit Parisien avec Louis Paul Piégu comme propriétaire et directeur officiel du journal, à partir du 15 juin 1879. Le journal a commencé à évoluer vers le radicalisme. Le tirage double passant de 23 000 en janvier 1879 à 40 000 en novembre 1880, grâce notamment à la place alors importante accordée aux feuilletons.
Charles-Ange Laisant, député, ancien polytechnicien et ami de Lafontaine, crée une nouvelle société en commandite L. P. Piégu et Cie le 1er octobre 1880 et la première est dissoute le même jour. Laisant devient l'associé de Piégu. Dupuy en fait partie également. Cette nouvelle société exploite la publication du Petit Parisien, dont l'imprimerie est située à Paris, au 18 rue d'Enghien. L'immeuble du 18 appartient déjà presque entièrement à Jean Dupuy, dont les moyens financiers étaient alors accrus grâce à l'héritage de son beau-père qui venait de mourir.
Laisant et Dupuy veulent alors faire du journal, jusque-là une mauvaise affaire, une entreprise rentable. Avec un capital augmenté et un avenir assuré, Le Petit Parisien est alors en mesure de moderniser son matériel et d'organiser sa vente en province. Il fait plus de place à l'information. N'ayant pas les moyens de passer par l'agence Havas (qui existe en France depuis 1835), il se dote donc de correspondants à Londres et à Alger.
Le 28 février 1880, la société du Petit Parisien lance une revue, La Vie populaire, avec des romans et des nouvelles signés Zola, Maupassant, Catulle Mendès et Alphonse Daudet. C'est un hebdomadaire à deux sous et seize pages, qui connait rapidement le succès. Cette même année, Le Petit Parisien s'attire les foudres de la justice. Sous le pseudonyme de Jean Frollo, Laisant attaque le général de Cissey, bonapartiste, qu'il accuse d'avoir une maîtresse à la solde de l'Allemagne. Il en résultera 8 000 francs d'amende pour le journal. Le 29 juillet 1881, une loi donne entière liberté à la presse, tout en la réglementant afin d'éviter des procès qui, en fait, font plus de publicité que de torts aux journaux concernés. Le Petit Parisien profite alors de cette liberté pour lutter contre Jules Ferry. Le journal, entièrement ligué contre lui, contribue à sa chute : c'est le fameux gouvernement de 73 jours, le « Grand Ministère », mené par Gambetta, qui fait l'objet de railleries au sein du Petit Parisien et dans d'autres journaux. Mais Jean Dupuy admire Jules Ferry, même s'il n'est pas toujours d'accord avec lui, et il n'apprécie pas le ton partisan de ses collaborateurs. De plus, trois amis de jeunesse de Dupuy font partie du gouvernement : Alexandre Ribot, Maurice Rouvier et René Waldeck-Rousseau. Au milieu des années 1880, le journal s'intéresse plus aux gazettes, aux potins, aux scandales et au scabreux, afin de vendre plus. L'avenir s'annonce bien : le journal dispose alors de 2 800 dépositaires en province et enregistre beaucoup de nouveaux abonnements. L'un des premiers à se soucier du sort des ouvriers en usine, Waldeck-Rousseau fait voter une loi sur les syndicats en 1884. Le journal, subjectivement, en parle longuement. Il ne se fait plus à ce moment-là le champion de l'anticléricalisme. Il ne fait non plus aucune allusion à l'antisémitisme émergeant à cette époque, qu'incarne par exemple L'Antijuif, le journal de Panchioni fondé en 1881 et prélude au livre du journaliste Édouard Drumont, La France juive.

#### Les années 1885-1918: vers la Première Guerre mondiale

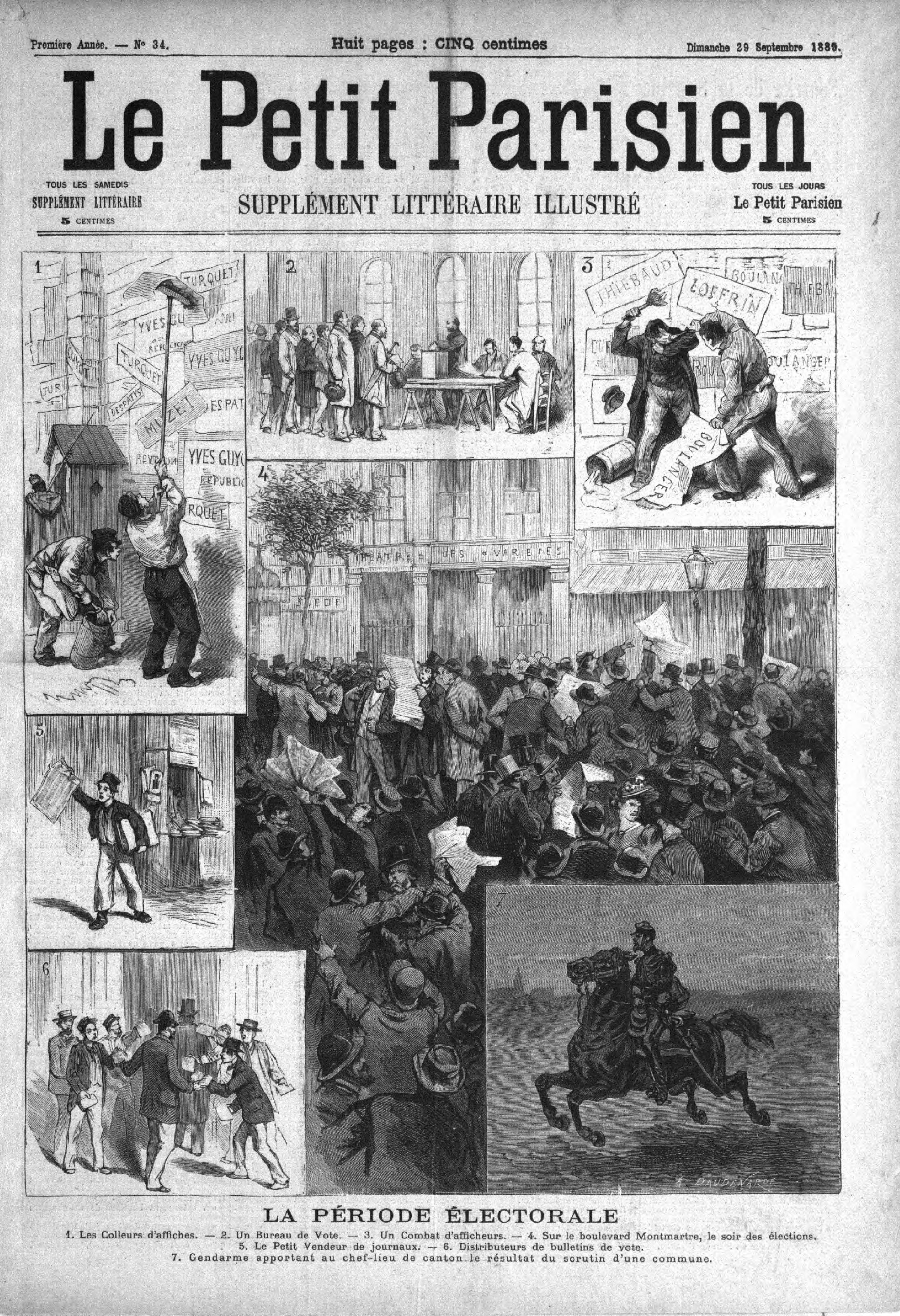
Le Petit Parisien, Supplément littéraire illustré du 29 septembre 1889.

Une nouvelle amélioration du matériel d'imprimerie en 1885 permet d'augmenter le tirage à 150 000 exemplaires. Les feuilletons de Maupassant, qui demande une rémunération double de celle de Jules Verne, avaient déjà aidé au succès de La Vie populaire. On rapporte cette anecdote : le plan du parcours à suivre le jour des obsèques de Victor Hugo, inclus dans le journal, augmente aussi son chiffre de vente ce jour-là. Piégu meurt en juillet 1888. La société devient alors Le Petit Parisien, Dupuy et Cie, et Jean Dupuy en devient le directeur officiel. Le temps de la hargne partisane est révolue. Le but est alors d'informer mieux et plus rapidement. La modernité se fait jour. En 1889, lancement de la formule dominicale, Le Petit Parisien illustré.
Jean Dupuy devient sénateur des Hautes-Pyrénées le 4 janvier 1891. Un hebdomadaire issu du groupe Dupuy & Cie est lancé le 25 avril de cette même année : L'Agriculture nouvelle. Le 24 mars 1893, les actions du Petit Parisien sont cotées à la bourse de Paris. Le tirage vient d'atteindre 400 000 exemplaires mais reste encore loin derrière Le Petit Journal (900 000 exemplaires).
Avec l'affaire Dreyfus, les journaux antisémites se déchainent (et en premier lieu La Libre Parole d'Édouard Drumont, le 15 octobre 1894). Le Petit Parisien suit d'abord l'opinion générale en titrant le 1er novembre 1894 « un crime de haute trahison » puis jusqu'au procès en 1895, il intitulera ses chroniques « le traître Dreyfus ». Ensuite le journal commencera à émettre des doutes sur le déroulement de la procédure judiciaire et se contentera de titres plus neutres comme « l'ex-capitaine Dreyfus » à partir des nouveaux rebondissements de l'affaire en 1897. Pendant toute la période de l'affaire Dreyfus, le journal choisit délibérément de ne pas prendre parti mais veut rendre compte minutieusement de la procédure judiciaire et des flous juridiques qui l'entourent. Le Petit Parisien critique ouvertement le principe de huis clos, le principe de révision, le rôle des juges et le peu d'éléments dans le dossier. À partir de 1899, Jean Dupuy dénonce les manipulations politiques, par exemple dans un article du 11 septembre 1899 : « (...) L'affaire Dreyfus sert de drapeau à des ambitions et des haines politiques ». Il milite désormais pour le droit de grâce d'Alfred Dreyfus et ensuite pour une seconde révision du procès qui n'aboutira qu'en 1906.
Entretemps, en 1895, les locaux du journal s'étendent du 18 au 20 de la rue d'Enghien. Dupuy devient ministre de l'Agriculture le 26 juin 1899.
En 1900, Le Petit Parisien dépasse Le Petit Journal avec 1 million d'exemplaires vendus par jour. Dupuy est réélu sénateur le 28 janvier. En 1901, le journal fait 6 pages et coûte toujours 5 centimes. Le 3 février 1902, le journal atteint 1 103 195 exemplaires.
Lors des élections législatives de 1902, Le Petit Parisien est favorable à Adolphe Carnot, frère de Sadi Carnot, le président de la République assassiné le 25 juin 1894, et à son Alliance républicaine démocratique, ni socialiste, ni radicale, mais plutôt modérée. Pierre Dupuy, fils de Jean, est candidat dans l'arrondissement de Blaye en Gironde. Il est élu au premier tour, et fait partie du groupe de Gauche démocratique, dont il est le secrétaire jusqu'en 1906.
Jean Dupuy envoie son fils Paul étudier le marché et l'industrie de la presse aux États-Unis : il y découvre des machines modernes. Jean Dupuy est ainsi le premier à adosser à un journal sa propre papeterie en 1904, usine de fabrication de papier qui devient officiellement en 1917 la société Papeterie de la Seine, dite aussi Papeterie du Petit Parisien,. Propriété du groupe multinational papetier Smurfit Kappa, la papeterie, située à Nanterre, ferme en 2011.

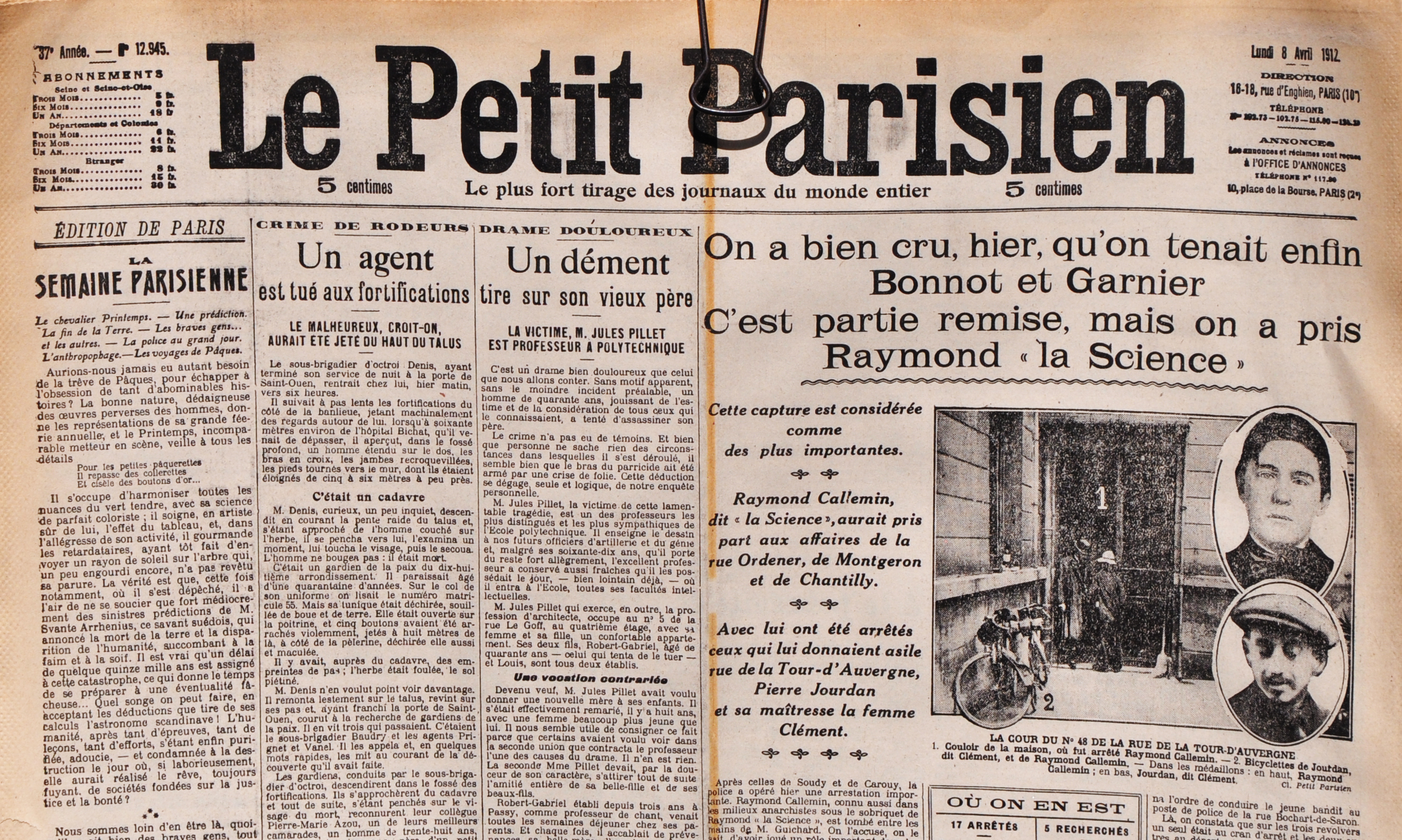
« Le plus fort tirage des journaux du monde entier » : c'est ce que le journal annonce dans son sous-titre du 18 avril 1912.

À partir du 4 avril 1904, Le Petit Parisien paraît avec un sous-titre : « Le plus fort tirage des journaux du monde entier ». En juillet 1906, un supplément dominical est lancé, Nos loisirs, puis en 1910, en partenariat avec Félix Juven, c'est Le Miroir qui vient s'ajouter, ciblant ainsi de plus en plus les lecteurs de fin de semaine à coup d'éditions illustrés, notamment à partir de clichés photographiques.
L’épisode de 45 jours de la crue de la Seine amène pour la première fois en janvier 1910, des photographies qui documentent les reportages. Les photos sont de qualité médiocre mais les textes sont riches en détails de toutes sortes. Le supplément littéraire illustré du 6 février comporte exceptionnellement 12 pages.
Le journal milite depuis le début pour la séparation de l'Église et de l'État, séparation qui interviendra en 1905. Le journal contribue, en 1913, avec Jean Dupuy, à faire accepter un projet de loi controversé : l'allongement de la durée du service militaire à trois ans, votée le 19 juillet et ratifiée le 7 août.
Le 1er mars 1914, Élie-Joseph Bois, 36 ans, devient rédacteur en chef du journal. Il y fait plus de place au sport et à l'actualité internationale. Une rubrique cinéma est créée. Apparaissent aussi des chroniques signées par de grands écrivains tel Anatole France.
Au cours de la Première Guerre mondiale, la société du journal crée Le Poilu du Petit Parisien, un bulletin avec des nouvelles des uns et des autres, des petites histoires amusantes. C'est une sorte de lettre collective pour les combattants de la rue d'Enghien. Fin 1916, le tirage du Petit Parisien dépasse les 2 millions d'exemplaires. Le lendemain de la Victoire (12 novembre 1918), le journal dépasse les 3 millions d'exemplaires.

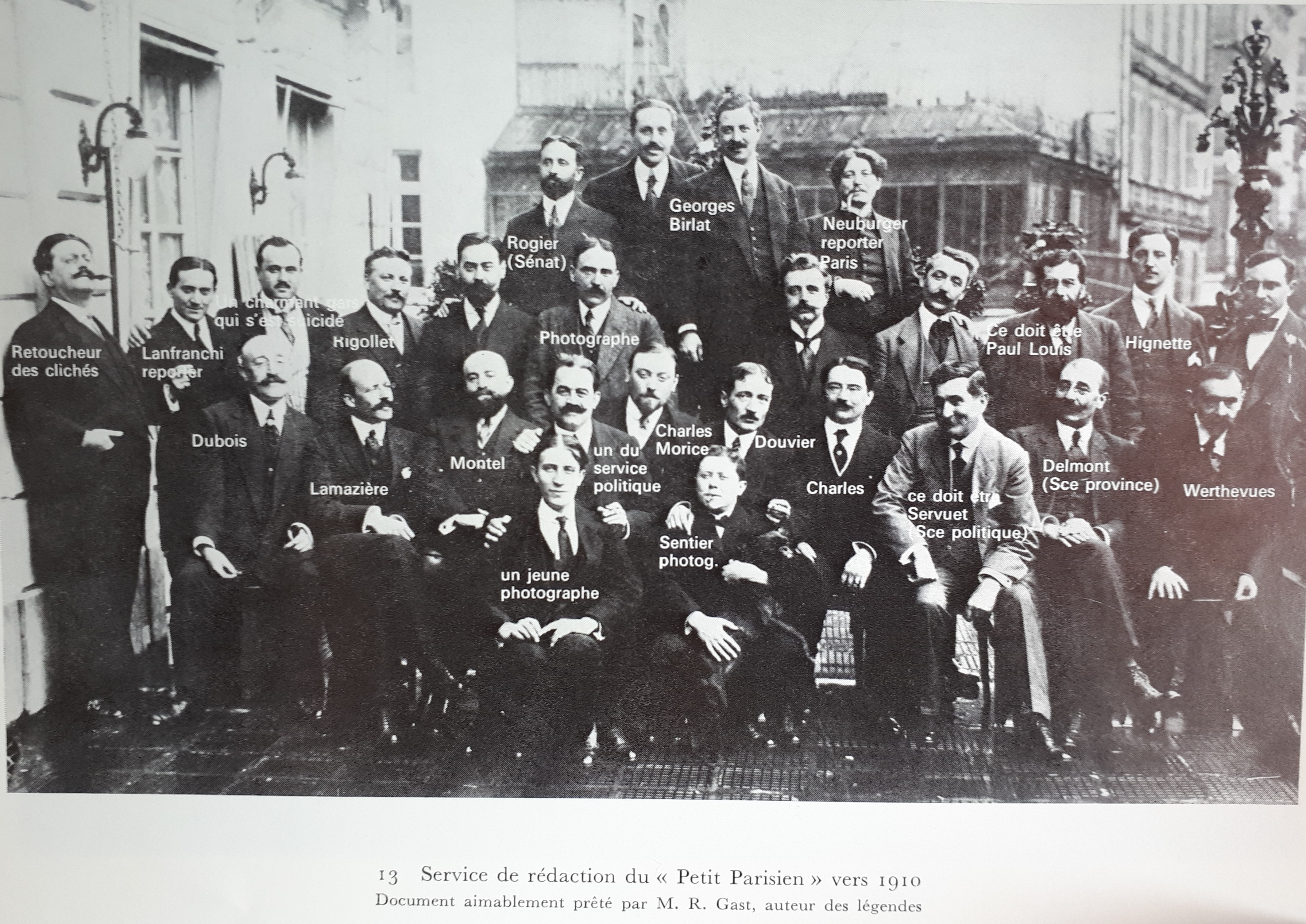
L'équipe du Petit Parisien en 1910

En 1917, Paul Dupuy rachète à Pierre Lafitte le quotidien Excelsior, puis fonde la société Excelsior Publications, faisant partie de la holding de presse contrôlée par la famille Dupuy.

### 1919-1944: de l'apogée au déshonneur

#### Les années 1919-1936: un journal qui se diversifie
En 1919, Le Petit Parisien donne son avis sur le bolchevisme : le 4 janvier, le journaliste Claude Anet écrit « Bolchévisme et tsarisme, c'est tout un ». En résumé, Lénine remplace le tsar, mais ce n'est pas mieux. Le 11 novembre 1919, jour du premier anniversaire de l'Armistice, commence alors, au sein du personnel des journaux, une grève qui durera 3 semaines. Les ouvriers imprimeurs réclament une augmentation de salaire de cinq francs par jour. La Presse de Paris, imprimée rue d'Enghien, est le seul journal à paraître.
Le 31 décembre, Jean Dupuy meurt. L'évènement est d'importance : le président de la République Poincaré assiste aux obsèques et Clemenceau envoie un télégramme. C'est dire l'influence des Dupuy et du journal, comme de la presse en général, en France à cette époque. Ses deux fils, Pierre et Paul, restent les gérants statutaires. Paul Dupuy dirige alors La Science et La Vie (l'actuel Science et Vie), une revue de la société du Petit Parisien. Il succède à son père aux commandes du journal. Pierre en est le codirecteur.
Paul Deschanel est élu président de la République le 17 janvier 1920, en battant Clemenceau. Le journal évoquera les moments de démence du président Deschanel, retrouvé dans la nuit du 24 mai 1920 pieds nus et en pyjama sur une voie ferrée. Le journal exprime aussi à cette période sa révulsion pour le bolchévisme.
À partir de 1921, sous l’impulsion des rédacteurs en chef, Léon Touchard puis Élie Bois, l'aspect du Petit Parisien se modernise. Il se met aux grands reportages internationaux accompagnés de photos et signés par Louis Roubaud, Albert Londres ou Henri Béraud, par exemple le reportage de ce dernier sur l'indépendance de la République irlandaise en 1920, ou les vingt-sept reportages d'Albert Londres sur la situation des Juifs en Europe en 1930, réunis ensuite sous le titre Le Juif errant est arrivé. Le journal annonce la mort de Lénine le 22 janvier 1924, année également de l'élection de Gaston Doumergue à l'Élysée.
Paul Dupuy s’intéresse aussi à la radiodiffusion et lance le Poste du Petit Parisien le 12 mars 1924, la radio du quotidien éponyme dont les studios et l’antenne sont installés dans l’immeuble du journal, rue d’Enghien. Maurice Bourdet en est le rédacteur en chef du Journal parlé.
Paul Dupuy meurt d'une fièvre typhoïde contractée lors d'un voyage en Afrique du Nord, le 10 juillet 1927. Son frère Pierre reste seul aux commandes. Il crée en 1928 la Société du Petit Parisien et d'éditions Pierre Dupuy et Cie (SPPE), une société en commandite par actions dont il le seul gérant statutaire alors que la majorité du capital de cette firme est contrôlée par les héritiers de son frère (sa veuve, ses deux fils et sa fille),,.
Le Petit Parisien s'intéresse aussi au cinéma et à la télévision, alors dans ses balbutiements. Le 8 mai 1930, Pierre Dupuy rencontre une première fois Mussolini, qui l'impressionne mais dont il se méfie. Il souhaite que cette entrevue ne soit pas ébruitée[réf. nécessaire], et glisse politiquement vers la droite avec un anticommunisme de plus en plus virulent. En 1932, on enregistre une baisse sensible du tirage du journal, qui se poursuit les années suivantes : est-ce du fait de son nouveau positionnement ou bien encore de la concurrence de Paris-Soir de Jean Prouvost ?
Le journal interviewe Gandhi grâce à la journaliste Andrée Viollis. Lors de l'accession d'Hitler au pouvoir en Allemagne le 30 janvier 1933, le journal se montre au départ assez neutre. Mais en mai, il commence à s'en méfier et dénonce son caractère dangereux. Le 3 mai 1933, un article de Lucien Bourgès est titré « Mais où va l'Allemagne ? ».
Concernant Mussolini, la méfiance est moindre, Pierre Dupuy est l'artisan d'un rapprochement franco-italien, et est reçu « chaleureusement » par Mussolini, selon Le Nouveau Cri du 19 janvier 1935. Le 2 avril, Dupuy est même nommé grand officier de l'Ordre de la Couronne d'Italie et écrit une lettre de remerciement à Mussolini.
Le Petit Parisien couvre largement tous les évènements de l'époque. En 1934, il envoie Ella Maillart au Mandchoukouo, nouvel État fondé par les Japonais en 1932. S'il critique l'« organisation » et la « désinformation » des Jeux olympiques de Berlin, il reste relativement neutre. Il couvre également la guerre d'Espagne, de juillet 1936 à mars 1939, l'instauration des congés payés en 1936. Ainsi le 15 août, le journal décrit-il Paris comme déserte, exception faite des touristes étrangers. Il parle également du scandale royal en Angleterre avec l'abdication d'Édouard VIII qui souhaite se marier avec une divorcée. C'est cette année-là également que le journal commence à comprendre son erreur vis-à-vis de Mussolini.
En 1937, le prix du journal est augmenté, suivant ainsi le coût du prix du papier, ce qui fait craindre à Pierre Dupuy un impact négatif sur les ventes.

#### Les années 1939-1957: guerre, déshonneur et volonté de réhabilitation

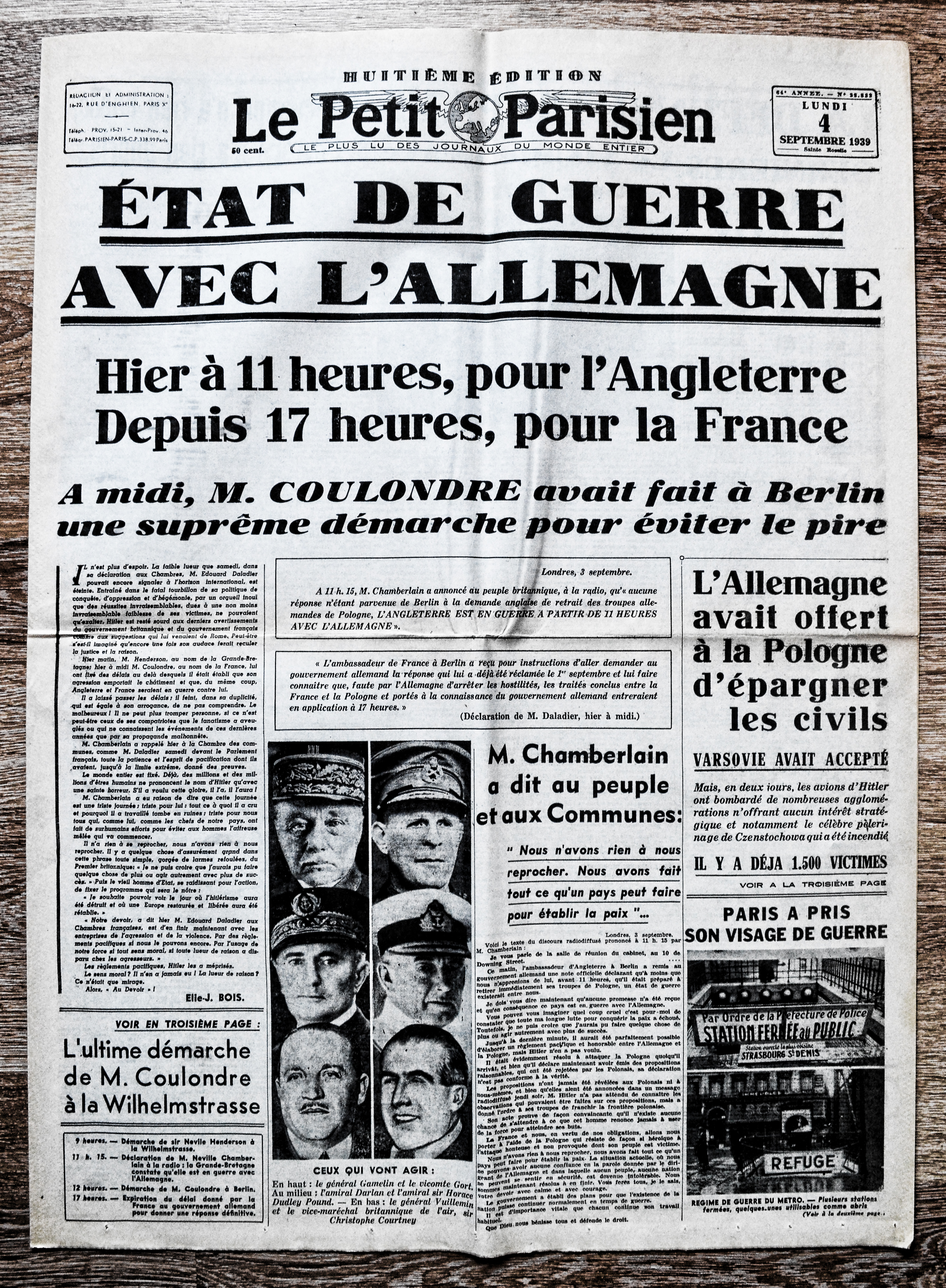
Le Petit Parisien, 4 septembre 1939.

En 1938, le journal soutient les accords de Munich signés entre Chamberlain, Daladier, Mussolini et Hitler.
Le 11 février 1939, Lucien Bourgès couvre la mort du pape Pie XI et la nomination de Pie XII.
À partir de 1939, le rôle politique du Petit Parisien et de la presse en général s'estompe. Le journal informe, simplement. Mais les ventes baissent. Les grandes heures du journal semblent passées. Le Petit Parisien connaît alors des moments difficiles, avec des tensions au sein de la rédaction. Élie-Joseph Bois est attaqué au conseil de surveillance. Il a le soutien de Pierre Dupuy, malgré des divergences entre les deux hommes.
Le 11 juin 1940, Le Petit Parisien, le « vrai », celui des Dupuy, est imprimé pour la dernière fois à Paris. Depuis le 29 mai, il ne paraît plus que sur deux, voire une seule feuille. Ce dernier numéro titre « L'Italie déclare la guerre à la France. On s'y attendait ». Dans la journée du 11, le journal plie bagages, et va, pour moitié à Rennes, pour autre moitié à Bordeaux, tiré sur les presses de La France de Bordeaux. Aucun exemplaire ne semble avoir été imprimé avant le 17 juin. Élie-Joseph Bois, ravagé par la demande d'armistice, démissionne ou est poussé à la démission et part pour Londres le 17 juin. Il y meurt en 1941. Dupuy estime quant à lui ne pas pouvoir quitter la France[réf. nécessaire].
Le 29 juin, le dernier numéro paraît à Bordeaux. Le journal quitte Bordeaux. Jean Dupuy, fils de feu Paul Dupuy, co-directeur depuis 1939, paraît plus pro-allemand que pro-alliés. Son oncle le renvoie publiquement. Son neveu aurait voulu prendre le contrôle du journal en l'accusant d'avoir soutenu une équipe (menée par Élie-Joseph Bois) « belliciste » avant la guerre. Entre-temps, Pierre Laval annonce à Charles Maurice qu'il est disposé à laisser imprimer Le Petit Parisien dans les ateliers de son journal, Le Moniteur, à Clermont-Ferrand. Pierre Dupuy accepte à contrecœur[réf. nécessaire]. Puis, dès le 5 juillet 1940, on demande à Pierre Dupuy de faire revenir son journal à Paris et de collaborer. Mais Dupuy refuse. De plus, paraître à Aurillac, Clermont et Lyon lui suffit[réf. nécessaire]. Mais le personnel s'agite, croyant ne pas être payé au mois d'août à cause des problèmes intérieurs et du manque d'argent. Le 24 août, Dupuy justifie dans un rare éditorial sa position antérieure concernant Mussolini et dénonce le refus par les gouvernements successifs, notamment ceux du Front populaire, de l'alliance avec l'Italie, les carences militaires de la France et les mensonges de la propagande au temps de la « drôle de guerre ». La défaite et l'armistice imposent selon lui une « cohabitation très complexe et très difficile » avec les Allemands, « à aménager au mieux dans un esprit de collaboration loyale ». Il se dit convaincu que l'Europe continentale ne pourra pas s'organiser après la guerre « sans le führer-chancelier Hitler, ce maitre diplomate, ce formidable organisateur de guerre totale » et s'interroge : sera-t-il « le fondateur d'un organisme européen stable et peut-être définitif parce que bien équilibré dans toutes ses parties et satisfaisant pour tous les peuples et nations qui le composeront ? ». Cet éditorial entraine une réponse d'Élie-Joseph Bois, publiée dans un journal au Royaume-Uni. Selon lui, le Petit Parisien est devenu le « Petit Berlinois ». En faisant un sondage auprès de son personnel, Pierre Dupuy se rend compte que celui-ci souhaite rentrer à Paris[réf. nécessaire]. Le retour à Paris est annoncé le 29 septembre en « une » du journal et se fait finalement le 8 octobre. La « collaboration littéraire » de plusieurs auteurs est annoncée : Sacha Guitry, Pierre Benoit, Colette, Abel Bonnard, Claude Farrère, Drieu La Rochelle, etc.. Marcel Lemonon, directeur administratif de la société du Petit Parisien, est désigné également directeur du journal et Jean Edmond Decharme, ancien reporteur au Poste Parisien et chef de Cabinet d'Adrien Marquet, devient rédacteur en chef. Gilbert Cesbron est responsable du service des informations et de la propagande du journal.
Le Petit Parisien se déclare « pour le Maréchal », comme beaucoup à l'époque, pour pouvoir survivre, par défaitisme et par lâcheté, plus que par réelle conviction, selon la fille de Pierre Dupuy, Micheline Dupuy.[réf. nécessaire] Mais Pierre Dupuy, lui, n'a pas regagné Paris. Les Allemands lui demandent de revenir et de vendre le journal à Maurice Bunau-Varilla, patron d'un journal concurrent, Le Matin. Dupuy rentre à Paris, mais refuse leur proposition. Les Allemands et les autorités françaises accusent alors Le Petit Parisien d'être sous « influence juive », du fait des origines de l'épouse de Paul Dupuy, Helen, qui s'empresse de faire parvenir des papiers d'Amérique où elle s'est réfugiée prouvant le contraire.
Dupuy cherche le moyen de sauver Le Petit Parisien[réf. nécessaire]. En acceptant de refaire paraître le journal à Paris, il ne sait pas encore qu'il causera la mort de celui-ci et le déshonneur de sa famille. De plus, il écrit à Mussolini le 27 janvier 1941, le suppliant de l'aider en intervenant auprès d'Hitler, ce qui ne donnera rien. Il lui rappelle ses entrevues entre 1930 et 1936 et se désole que le gouvernement allemand « parait ne pas croire à la sincérité de (ses) déclarations collaboratrices ». Cette lettre, révélée par la presse en 1948,, sera utilisée contre lui en 1949 lors de son procès pour faits de collaboration. Dupuy se justifiera plus tard de cette lettre dans une note, note qui, si elle « n'excuse pas, explique beaucoup de choses ».
Le 11 février 1941, Pierre Dupuy est congédié et les locaux du journal sont confisqués par les Allemands. Le Petit Parisien continue de paraître et devient un journal de propagande allemande, géré par d'autres journalistes, venus de différents journaux : Jacques Roujon, directeur général, Claude Jeantet et André Algarron. Le colonel Michel Alerme est l'administrateur-gérant. Son tirage est encore de 505 000 exemplaires en janvier 1943. On « conseille » à Dupuy de faire une cure à Vichy ; en somme on l'écarte. Il accepte, mais ne désespère pas de faire renaître le journal, plus tard, sous un autre nom, celui-ci étant désormais synonyme de honte. Son fils, Francis Dupuy, entre dans la Résistance en 1942. Cette même année, Pierre Dupuy est convoqué afin de donner son accord sur le fait de céder Le Petit Parisien aux Allemands même après la guerre (qu'ils pensent alors encore gagner), mais Dupuy refuse. Il quitte Vichy en 1943 et s’installe à Nice, alors en zone d’occupation italienne. Quand Nice est occupée par les Allemands, il retourne à Vichy, où il avait pris ses habitudes et des amis. Il y reste jusqu’au 8 janvier 1945, date de son retour à Paris.
Le 17 août 1944, tous[Qui ?] voient partir avec joie les gérants et les collaborateurs du « Petit Parisien collabo ». Ils[Qui ?] espèrent faire renaître le journal, mais le 21 août, les nouvelles autorités gouvernementales installent L’Humanité et Le Parisien libéré (actuel Le Parisien) dans les locaux de la rue d’Enghien. On demande à Francis Dupuy de quitter les lieux. Malgré les efforts de celui-ci pour réhabiliter le journal, rien n'y fait : Le Parisien libéré prend la place vacante laissée par le Petit Parisien. Le 7 août 1944, des FFI veulent arrêter « ce collabo de Pierre Dupuy qui avait dirigé cet affreux Petit Parisien pendant l'Occupation. » Son fils, Francis Dupuy, obtient sur le moment des excuses pour son père[réf. nécessaire], mais c'est trop tard : Pierre Dupuy est inculpé pour faits de collaboration.
La Société du Petit Parisien est alors dévolue à la Société nationale des entreprises de presse (SNEP), société qui a été créée en mai 1946 dans le but de gérer les biens des entreprises de presse et d’informations qui ont été placés en gérance sous la tutelle du gouvernement.
Le procès de Pierre Dupuy et du Petit Parisien s’ouvre tardivement en décembre 1949 devant la cour de justice de la Seine. Mais le procès est renvoyé. Dupuy est alors malade, atteint par un zona ophtalmique avec des lésions qui lui défigurent le visage et l’empêchent de hocher la tête. Ses anciens salariés au journal prennent sa défense. De nouveaux témoignages en sa faveur arrivent, bien que certaines personnes se volatilisent[réf. nécessaire]. De nouveaux documents expliquent aussi le renvoi. Il est acquitté le 10 juillet 1951 par un tribunal militaire, qui a remplacé la cour de justice. Sa société est aussi acquittée. Mais il lui faut attendre le 20 juillet 1954 pour redevenir le propriétaire du titre Le Petit Parisien. Dupuy essaie alors de faire reparaître le journal, mais il trop tard. Le nom du Petit Parisien est sali et le Parisien libéré a fait sa place parmi les lecteurs. En 1957, les neveux de Pierre Dupuy revendent la Société du Petit Parisien à Marcel Boussac, qui la revend trois ans plus tard, en 1960, à Émilien Amaury, propriétaire-fondateur du Parisien libéré et du futur Parisien,.
Durant l'escapade du Parti populaire français et de son chef, Jacques Doriot, le Petit Parisien fut également le nom du journal du parti réfugié en Allemagne. Il parut durant tout l'hiver 1944-1945, étant imprimé à Constance : il fut donc lu par tous les proches de Pétain en exil, mais aussi dans les Stalags par les prisonniers français.

### Disparition duPetit Parisien
Le Petit Parisien aura été l'un des journaux les plus importants et les plus puissants de la Troisième République. Il est une démonstration frappante du mélange des genres entre politique et journalisme, avec le rôle de Jean Dupuy, à la fois propriétaire de journal, puis d'un groupe de presse, et homme politique. Ce journal est resté dans les mémoires comme l'image d'une certaine versatilité journalistique, changeant d'opinion politique au fil des modes même s'il est resté principalement à gauche. Malgré l'acquittement de Pierre Dupuy, la réputation et le nom du journal sont salis sous l'Occupation. Le Petit Parisien, malgré une tentative de relance ne pourra s'en relever et disparaît. Le Parisien libéré, avec d'autres journaux issus ou reparus après la Libération, tel L'Humanité, prendront alors la place laissée vacante.

## Organisation

### Dirigeants
Directeurs
- Louis Andrieux : 15 octobre 1876 - 22 février 1877
- Eugène Schnerb : 22 février 1877 - juin 1877
- Hector Pessard : juin 1877
- Louis Paul Piégu : 15 juin 1879 - juillet 1888
- Jean Dupuy : juillet 1888 - 31 décembre 1919
- Paul Dupuy : 31 décembre 1919 - 10 juillet 1927
- Pierre Dupuy : 10 juillet 1927 - 11 février 1941
- Jacques Roujon : 1941-1944

Rédacteurs en chef
- Jules Roche : 15 octobre 1876 - 22 février 1877
- Élie-Joseph Bois : 1er mars 1914 - 17 juin 1940
- Paul Edmond Decharme : 17 juin 1940 - 11 février 1941
- Claude Jeantet : février 1941 - 1944

Illustrateurs récurrents identifiés,
- Marcel Arnac
- Tony Beltrand
- Georges Ferdinand Bigot
- Paul Carrey
- André Dignimont
- Chas Laborde
- Adolphe Crespin
- Falké
- Charles Léandre (dès 1876)
- Charles Morel
- Georges Redon
- Carlo Rim
- Ralph Soupault

#### Groupe de presse Le Petit Parisien
Après 1888, la famille Dupuy passe à la tête d'un important groupe de presse appelé « Les éditions du Petit Parisien » qui développent de nombreux produits dérivés, et dont le principal concurrent est le groupe formé autour du Petit Journal. Constitué en holding, ses ramifications donnent la mesure et l'étendue de son développement sur le marché très concentré de la presse et des médias en France avant 1940 :
- La Vie populaire, relancé le 10 février 1889, remplacé par :
  - Le Supplément illustré du Petit Parisien, lancé en couleurs le 28 novembre 1890, devenu Le Petit Parisien illustré ;
- L'Agriculture nouvelle, lancé le 25 avril 1891 ;
- Nos loisirs, supplément dominical lancé en juillet 1906 ;
- Le Poilu du Petit Parisien[31], supplément entre 1915 et 1918 ;
- Le Miroir, lancé en 1910, remplace Le Petit Parisien illustré, puis devient :
  - Le Miroir des sports en 1920 ;
  - Le Miroir du monde, fondé le 8 mars 1930[32], fusionne le 8 janvier 1938 avec Le Monde illustré et devient Le Monde illustré - Miroir du monde ;
- La Science et la Vie, lancé en avril 1913 ;
- Fondation de la filiale Excelsior Publications en 1917 :
  - Excelsior, quotidien illustré ;
  - Omnia ;
  - Le Dimanche illustré, lancé en mars 1923 ;
- Le Poste Parisien, studio de radiodiffusion lancée le 30 mars 1924.